# Hasco-Lek

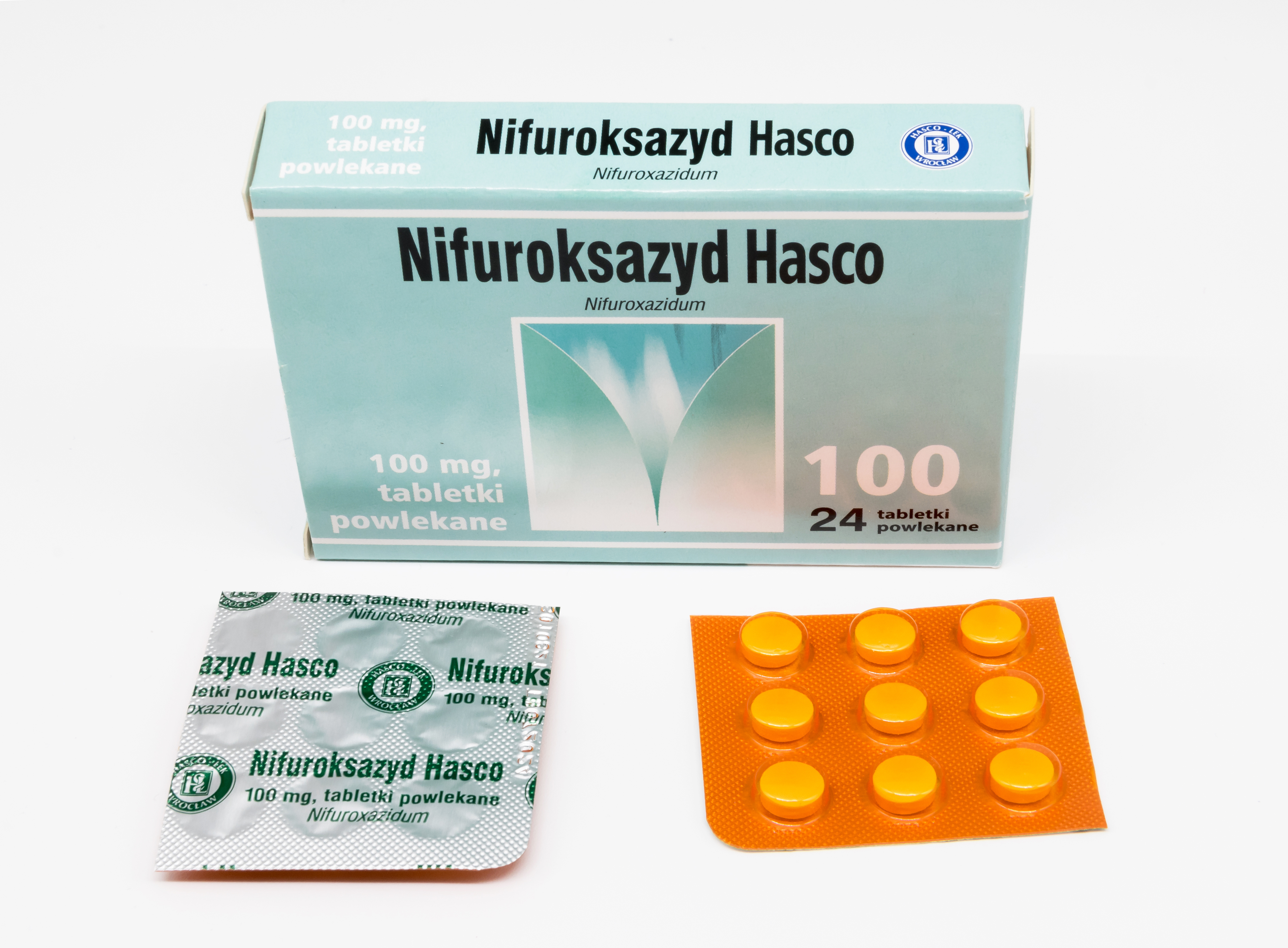
Preparat nifuroksazydu produkowany przez Hasco-Lek

Hasco-Lek – polskie przedsiębiorstwo farmaceutyczne z siedzibą we Wrocławiu.

## Historia
Przedsiębiorstwo założone zostało w 1984 r. przez dr. Stanisława Hana, na początku zajmowało się głównie produkcją kosmetyków. W 1991 r. w ofercie Hasco-Lek pojawiły się pierwsze produkty lecznicze – syropy na bazie naturalnych składników. W 1999 r. firma jako pierwsza w Polsce rozpoczęła produkcję kapsułek żelatynowych metodą wytłaczania matrycowego, natomiast w 2001 r. uruchomiono wydział produkcji tabletek. W 2009 r. uruchomiono drugi zakład produkcyjny Hasco-Lek w podwrocławskich Siechnicach. Do Grupy Hasco-Lek należy także otwarty w 2017 r. Vratislavia Medica Szpital im. Świętego Jana Pawła II.

## Wybrane nagrody i certyfikaty
- Certyfikat GLP
- Certyfikat ISO
- Certyfikat GMP 2014 dla zakładu w Siechnicach
- Konsumencki Lider Jakości 2017
- Solidny Pracodawca 2016
- Solidna Firma 2014
- Przedsiębiorstwo Fair Play 2014
- Ambasador Fair Play
- Gazele Biznesu 2013
- Złoty Medal Gazety Farmaceutycznej